# Primera Guerra Judía-babilónica
La Primera Guerra Judia-babilonica se llevó a cabo en el año 605 a. C., durante el reinado de Joacim de Juda y de Nabucodonosor de Babilonia.

## Antecedentes
En el año 605 a. C. se produjo la Batalla de Karkemish, que terminó con la victoria babilonia, al mando de Nabucodonosor II. Luego de la batalla, llegó la noticia de la muerte de Nabopolasar rey de Babilonia, por lo que Nabucodonosor II volvió a Babilonia para coronarse rey.
Después de asumir el trono, Nabucodonosor se va de campaña hacia Egipto, e invade Juda y la ataca.

## Guerra

### Primera Batalla 605 a.C.￼
Nabucodonosor vino a Jerusalén y la sitio, y tomó parte de los utensilios del Templo de Jerusalén, y los llevó a tierra de Sinar.
Nabucodonosor mando a Aspenaz, jefe de los eunucos, que trajese de los hijos de Israel, del linaje de los príncipes, muchachos en quienes no hubiese tacha alguna, de buen parecer, enseñados en toda sabiduría, sabios en ciencia y de buen entendimiento, e idóneos para estar en el palacio del rey; y que les enseñase las letras y la lengua de los caldeos. Uno de estos muchachos fue Daniel.
El rey Joacim se hace siervo de Nabucodonosor por tres años, después de los cuales se rebela.

### Segunda Batalla 601 a.C.
Después de haberse rebelado Joacim, Nabucodonosor envía tropas de caldeos, de sitios, de moabitas, de amonitas, para que ataquen a Judá.